# 차준담
차준담(車濬潭, 일본식 이름: 車田濬潭, 1906년 ~ 1980년)은 일제강점기의 기업인이며 경기도 수원시 출신이다.

## 생애
1921년 수원공립보통학교, 1926년 중앙고등보통학교를 졸업했으며 1933년 3월 경성제국대학 법문학부 문학과를 졸업했다. 1936년 5월 수원공립농업학교 신설비로 20,000원을 기부했고 1937년 5월 17일 조선건물(朝鮮建物)주식회사 취체역을 역임했다. 1937년 6월 경기도 수원방호단 부단장으로 선임되었으며 1937년 10월 30일 중앙자동차(中央自動車)주식회사 취체역을 역임했다.
1938년 8월 5일 아버지 차유순(車裕舜)의 유언에 따라 국방헌금 1,000원을 헌납하는 한편 수원신풍소학교와 수원학교조합, 수원삼일학교, 매향여자소학교, 수원 화성학원에 500원, 제국재향군인회 수원분회에 400원, 수원소방조와 수원방호단에 300원, 수원실업협회와 수원체육회에 200원, 진명유치원과 종로유치원에 100원을 기부했다. 1939년 화성흥산(華城興産)주식회사 취체역을 역임했으며 1939년 11월 조선유도연합회 참사를 역임했다.
1939년 12월 19일 경기도 수원 지역의 한해구제금으로 500원을 기부했으며 1940년 2월 28일 수원상공(水原商工)주식회사 사장, 1940년 10월 수원방범협회 간사를 역임했다. 1941년 5월 10일 경기도 도회의원으로 선출되었고 1941년 9월 조선임전보국단 경기도 수원군 발기인으로 참여했다.
1942년 조선경동철도(朝鮮京東鐵道)주식회사 취체역을 역임했으며 1943년 9월 국민총력조선연맹 이사로 선임되었다. 1943년 10월 징병제시행감사 및 적미영격멸결의선양 전선공직자대회 실행위원 및 특별위원을 역임했고 1944년 6월 국민총력조선연맹 이사로 재선임되었다. 이러한 경력으로 인해 민족문제연구소의 친일인명사전 수록자 명단의 경제 부문, 친일단체 부문에 수록되었으며 1944년 9월 경기상공경제회 부회장을 역임했다. 1946년 8월 수원여자매향(梅香)학교에 5,000,000원을 기부했고 1956년 대한공예흥업사(大韓工藝興業社)를 설립한 뒤부터 사장을 역임했다.

## 참고자료
- 민족문제연구소 (2009). 〈차준담〉. 《친일인명사전 3 (ㅇ ~ ㅎ)》. 서울. 661 ~ 662쪽.